# 斯洛伐克共和國 (1939年—1945年)
斯洛伐克共和國，在1939年7月21日之前称斯洛伐克国（为与现今之斯洛伐克共和国区分，且斯洛伐克人不愿视现今的斯洛伐克为该政权之合法继承者，故又多以斯洛伐克国称之）。在捷克斯洛伐克社会主义共和国的文献又称之为斯洛伐克第一共和国。该政权是納粹德國在肢解捷克斯洛伐克第二共和国后在斯洛伐克扶植的一個傀儡政权，该政权于1939年3月14日宣告独立，并于7月21日通过宪法。其实际控制区域領土大部分接近于今日的斯洛伐克，惟今喀尔巴阡鲁塞尼亚与南部匈牙利人占多数的领土被匈牙利控制。
该国受到了德国、意大利、日本、匈牙利、罗马尼亚、保加利亞、苏联、西班牙國、瑞士、爱沙尼亚、立陶宛、萨尔瓦多、梵蒂冈、克罗地亚独立国和汪精卫國民政府的外交承认。斯洛伐克於1940年11月24日正式加入軸心国，斯洛伐克法西斯政权在二战末期1945年4月4日被蘇聯紅軍攻破首都後覆亡，二战结束后被盟国认定为非法政权。